# Соколувек (Лодзинське воєводство)
Соколувек (пол. Sokołówek) — село в Польщі, у гміні Жихлін Кутновського повіту Лодзинського воєводства.
Населення — 91 особа (2011).
У 1975-1998 роках село належало до Плоцького воєводства.

## Демографія
Демографічна структура станом на 31 березня 2011 року:
|          | Загалом | Допрацездатний вік | Працездатний вік | Постпрацездатний вік |
| -------- | ------- | ------------------ | ---------------- | -------------------- |
| Чоловіки | 46      | 11                 | 27               | 8                    |
| Жінки    | 45      | 7                  | 30               | 8                    |
| Разом    | 91      | 18                 | 57               | 16                   |